# Liste der italienischen Botschafter in Paraguay
Liste der Leiter der italienischen Auslandsvertretung in Asunción, Paraguay
| Ernennung/Akkreditierung | Name                              | Bemerkungen | ernannt von             | akkreditiert während der Regierung von | Posten verlassen |
| ------------------------ | --------------------------------- | --- | ----------------------- | -------------------------------------- | ---------------- |
| 21. Juli 1867            | Luigi Joannini Ceva di S. Michèle | Geschäftsträger | Urbano Rattazzi         | Francisco Solano López                 |                  |
| 8. Aug. 1868             | Enrico Della Croce di Dojola      | akkreditiert außerordentlicher Gesandter und Ministre plénipotentiaire | Urbano Rattazzi         | Francisco Solano López                 |                  |
| 26. Sep. 1875            | Enrico Stella                     | Generalkonsul mit Exequartur, akkreditierter Geschäftsträger | Marco Minghetti         | Juan Bautista Gill                     |                  |
| 23. Jan. 1879            | Pasquale Massone                  | Generalkonsul mit Exequartur, akkreditierter Geschäftsträger | Benedetto Cairoli       | Cándido Bareiro                        |                  |
| 25. Sep. 1892            | Giuseppe Anfora di Licignano      | akkreditiert außerordentlicher Gesandter und Ministre plénipotentiaire | Giovanni Giolitti       | Juan Gualberto González                |                  |
| 29. Nov. 1894            | Pietro Antonelli                  | akkreditiert außerordentlicher Gesandter und Ministre plénipotentiaire | Francesco Crispi        | Marcos A. Morínigo                     |                  |
| 23. März 1898            | Obizzo Malaspina di Carbonara     | akkreditiert außerordentlicher Gesandter und Ministre plénipotentiaire | Luigi Pelloux           | Emilio Aceval                          |                  |
| 18. Apr. 1901            | Francesco Bottaro Costa           | akkreditiert außerordentlicher Gesandter und Ministre plénipotentiaire | Giuseppe Zanardelli     | Emilio Aceval                          |                  |
| 8. Juni 1905             | Ettore Gazzaniga                  | Generalkonsul mit Exequartur, akkreditierter Geschäftsträger | Tommaso Tittoni         | Cecilio Báez                           |                  |
| 3. Feb. 1910             | Ettore Gazzaniga                  | ministro residente | Luigi Luzzatti          | Manuel Gondra                          |                  |
| 8. Okt. 1911             | Antonio Pittalunga                | ministro residente | Giovanni Giolitti       | Liberato Marcial Rojas                 |                  |
| 18. Jan. 1914            | Adolfo Rossi                      | ministro residente | Antonio Salandra        | Pedro Pablo Peña                       |                  |
| 14. März 1919            | Adolfo Rossi                      | außerordentlicher Gesandter und Ministre plénipotentiaire | Francesco Saverio Nitti | José Pedro Montero                     |                  |
| 27. Juli 1922            | Francesco Medici di Marignano     | außerordentlicher Gesandter und Ministre plénipotentiaire | Benito Mussolini        | Eusebio Ayala                          |                  |
| 6. Feb. 1927             | Giulio Daneo                      | akkreditiert außerordentlicher Gesandter und Ministre plénipotentiaire | Benito Mussolini        | Luis Alberto Riart                     |                  |
| 8. März 1928             | Vittorio Negri                    | akkreditiert außerordentlicher Gesandter und Ministre plénipotentiaire | Benito Mussolini        | José Patricio Guggiari                 |                  |
| 24. Nov. 1933            | Alessandro Mariani                | akkreditiert außerordentlicher Gesandter und Ministre plénipotentiaire | Benito Mussolini        | Eusebio Ayala                          |                  |
| 9. Juli 1936             | Mariano de Angelis                | außerordentlicher Gesandter und Ministre plénipotentiaire | Benito Mussolini        | Rafael Franco                          |                  |
| 22. Juni 1938            | Piero Toni                        | akkreditiert außerordentlicher Gesandter und Ministre plénipotentiaire | Benito Mussolini        | Félix Paiva                            |                  |
| 30. Juni 1947            | Agostino Ferrante                 | außerordentlicher Gesandter und Ministre plénipotentiaire | Ferruccio Parri         | Higinio Morínigo                       |                  |
| 4. Juli 1949             | Ambrogio Rotini                   | akkreditiert außerordentlicher Gesandter und Ministre plénipotentiaire | Ferruccio Parri         | Raimundo Rolón                         |                  |
| 15. Sep. 1954            | Romeo Montecchi-Palazzi           | (* 9. Juli 1892 in Fano (Marken)), studierte Wirtschaftswissenschaften, akkreditiert, außerordentlicher Gesandter und Ministre plénipotentiaire | Amintore Fanfani        | Alfredo Stroessner Matiauda            |                  |
| 26. Sep. 1956            | Camillo Leonini                   | akkreditiert außerordentlicher Gesandter und Ministre plénipotentiaire | Antonio Segni           | Alfredo Stroessner Matiauda            |                  |
| 12. Sep. 1961            | Nicola Simone                     | akkreditiert außerordentlicher Gesandter und Ministre plénipotentiaire | Fernando Tambroni       | Alfredo Stroessner Matiauda            |                  |
| 13. Mai 1964             | Giuseppe Setti                    | | Giovanni Leone          | Alfredo Stroessner Matiauda            |                  |
| 4. Okt. 1969             | Luigi Ciotti                      | (* 1945 in Turin) | Giovanni Leone          | Alfredo Stroessner Matiauda            |                  |
| 25. Jan. 1974            | Salvatore Botta                   | | Aldo Moro               | Alfredo Stroessner Matiauda            |                  |
| 24. Aug. 1976            | Emiliano Guidotti                 | Amtssitz in Montevideo, (* 20. April 1915) 10. September 1951 Generalkonsul in Singapur, 14. April 1959 bis 1964 Exequatur als Generalkonsul in Hamburg. 1975 Botschafter in Panama, beschäftigte 1978 Licio Gelli als Berater an der Botschaft in Montevideo. | Giulio Andreotti        | Alfredo Stroessner Matiauda            |                  |
| 4. Juni 1979             | Enzo Montano                      | | Francesco Cossiga       | Alfredo Stroessner Matiauda            |                  |
| 29. März 1984            | Gianguido Lanzoni                 | 1992 Botschafter in Nicaragua | Bettino Craxi           | Alfredo Stroessner Matiauda            |                  |
| 29. Juli 1988            | Sergio Grimaldi                   | | Ciriaco De Mita         | Alfredo Stroessner Matiauda            |                  |
| 21. Sep. 1993            | Antonio Cavaterra                 | | Carlo Azeglio Ciampi    | Juan Carlos Wasmosy                    |                  |
| 8. Juni 1998             | Giulio Cesare Piccirilli          | | Massimo D’Alema         | Raúl Cubas Grau                        |                  |
| 24. Aug. 2002            | Antonio Venturella                | | Silvio Berlusconi       | Luis Ángel González Macchi             |                  |
| 1. März 2005             | Benedetto Amari                   | | Silvio Berlusconi       | Nicanor Duarte Frutos                  |                  |
| Okt. 2009                | Pietro Porcarelli                 | | Silvio Berlusconi       | Fernando Lugo                          | Jan. 2012        |
| 29. Aug. 2016            | Gabriele Phillip Annis            | | Matteo Renzi            | Horacio Cartes                         |                  |